# Steven Hooker
Steven Hooker, född 16 juli 1982 i Melbourne, är en australisk stavhoppare. Hans mamma är Erica Hooker, som deltog som längdhoppare i OS i München 1972. Hans pappa är 800-meterslöparen Bill Hooker.
Hookers genombrott kom när han slutade fyra vid VM för juniorer 2000. Han deltog både vid Olympiska sommarspelen 2004 i Aten och vid VM 2005 i Helsingfors utan att ta sig vidare från kvaltävlingen till finalen. Han deltog vid Samväldesspelen 2006 där han blev guldmedaljör efter att ha klarat 5,80. 
Han deltog vid VM 2007 i Osaka där han tog sig vidare till finalen och han slutade där nia efter att ha klarat 5,76. Vid inomhus-VM 2008 blev han bronsmedaljör efter att ha klarat 5,80. Inför Olympiska sommarspelen 2008 i Peking klarade han för första gången 6 meter när han hoppade 6,00 och var en av favoriterna till guldet. Han motsvarade förväntningarna när han hoppade 5,96 i finalen och vann guld.
Under inomhussäsongen 2008 har han förbättrat sitt personliga rekord till 6,06 vilket han noterade vid en tävling i Boston. Det är endast Sergej Bubka, Renaud Lavillenie och världsrekordinnehavaren Armand Duplantis som har hoppat högre inomhus.
Inför VM 2009 i Berlin skadade sig Hooker och hans start var länge i fara. Trots smärtor gjorde han ett hopp i kvaltävlingen på 5,65 vilket räckte till final. I finalen valde han att inte delta vid inhoppningen utan spara sig till 5,85. Han rev sitt första försök och sparade de andra till 5,90 som han klarade i första försöket. Då ingen annan klarade vann han VM-guldet på ett bragdartat sätt.
Vid inomhus-VM 2010 i Doha i Qatar blev Hooker guldmedaljör genom att sätta mästerskapsrekord med 6,01.